# Columbus and Xenia Railroad
A Columbus and Xenia Railroad foi uma ferrovia que conectava a cidade de Columbus com a cidade de Xenia, no estado de Ohio, nos Estados Unidos. A construção começou em outubro de 1847, e a linha foi inaugurada em fevereiro de 1850. Conectando-se com a Little Miami Railroad, ela criou a primeira rota ferroviária de Cincinnati a Columbus.

## Formação e angariação de fundos
A Columbus and Xenia Railroad (C&X) foi fundada em 12 de março de 1844. Entre seus primeiros líderes estava William Dennison Jr., o futuro governador de Ohio.
A Little Miami Railroad ligou Cincinnati e Xenia em 1845, e a C&X tinha como objetivo ligar Columbus a Xenia—criando a primeira ligação ferroviária entre Columbus e Cincinnati. Em seu estatuto, a C&X foi autorizada a emitir US$ 500.000 (US$ 16 400 000 em 2023) em ações, mas os incorporadores tiveram dificuldade em levantar fundos e iniciar a construção. Dois anos depois, o estado autorizou o Condado de Greene a comprar US$ 50.000 (US$ 1 700 000 em 2023) em ações da empresa, e a cidade de Xenia a comprar US$ 5.000 (US$ 200 000 em 2023) em ações da empresa. No ano seguinte, o estado autorizou o Condado de Franklin e a cidade de Columbus a comprar US$ 50.000 (US$ 1 600 000 em 2023) em ações da empresa cada. A Assembleia Geral também alterou o estatuto da C&X para permitir que ela buscasse empréstimos de até US$ 300.000 (US$ 9 800 000 em 2023). O Condado de Greene foi autorizado a comprar outros US$ 50.000 (US$ 1 600 000 em 2023) em ações, e Xenia a comprar outros US$ 6.000 (US$ 200 000 em 2023) em ações. O Condado de Madison foi autorizado a comprar até US$ 20.000 (US$ 700 000 em 2023) em ações.
Em abril de 1845, a companhia havia arrecadado apenas US$ 200.000 (US$ 6 500 000 em 2023). Com fundos ainda escassos, nenhuma pesquisa da rota foi feita até fevereiro de 1847. A legislatura estadual alterou o estatuto da empresa em fevereiro de 1848 para permitir que ela aumentasse as ações em US$ 1 milhão e obtivesse empréstimos em qualquer quantia necessária para concluir a estrada.

## Construção

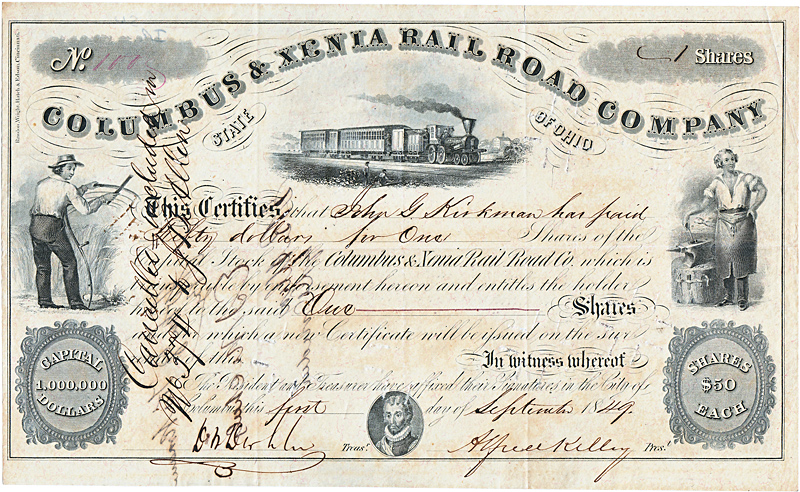
Ação da Columbus and Xenia Railroad Company emitida em 1º de setembro de 1849

### Selecionando a rota
A C&X agora tinha fundos suficientes para começar a construção da linha, mas não o suficiente para concluí-la. A empresa agora enfrentava a seleção de um presidente que não só tinha que ser um arrecadador de fundos capaz, mas que também pudesse supervisionar a construção da linha sem incorrer em estouros de custos. Alfred Kelley concordou em se tornar presidente da ferrovia na primavera ou verão de 1847 com um salário de US$ 500 (US$ 16 350 em 2023) por ano. Kelley, um advogado de Cleveland, foi eleito o primeiro prefeito da recém-incorporada vila de Cleveland em 1815. Como membro da Assembleia Geral de Ohio, ele defendeu a construção de canais e, como Comissário do Canal, supervisionou a construção do Ohio and Erie Canal. Conhecido como o "pai do Canal de Ohio e Erie", Kelley foi uma das pessoas mais dominantes em termos comerciais, financeiros e políticos no estado de Ohio na primeira metade de 1800.
Um dos banqueiros e financiadores mais capazes de Ohio, Kelley foi pessoalmente à cidade de Nova Iorque para vender títulos da C&X, e levantou dinheiro suficiente não apenas para concluir a construção da ferrovia, mas também para comprar locomotivas e material rodante para equipá-la. Kelley acompanhou os agrimensores quando eles localizaram a rota do Ohio & Erie Canal, e agora ele e o engenheiro Sylvester Medbery viajaram ao longo das rotas prováveis, pesquisando-as juntos. Kelley aprovou pessoalmente a rota da C&X.

### Nivelamento e colocação dos trilhos
A construção da C&X começou quando os contratos foram emitidos em outubro de 1847 para o nivelamento da linha da margem oeste do rio Scioto em Columbus a oeste até Georgesville. As 13 milhas (21 km) a oeste de Georgesville foram contratadas para nivelamento em setembro de 1848, e as últimas 15 milhas (24 km) até Xenia foram contratadas dois meses depois. A nivelação deveria estar concluída até 1º de fevereiro de 1849.
O trabalho de construção do leito da via começou em fevereiro de 1849. Isso permitiria que a linha fosse aberta em outubro de 1849. O leito da via foi concluído em meados de junho, e os funcionários da ferrovia esperavam que a linha fosse aberta em outubro. Como a construção da ponte sobre o rio Scioto levaria tempo, a C&X começou a construção em julho de 1849 de um depósito temporário na margem oeste do rio, no bairro de Franklinton, em Columbus. Era uma estrutura de tijolos de dois andares com 161 pés (49 m) de comprimento e 39 pés (12 m) de profundidade.
Para a linha real, Kelley contratou a Sir John Guest & Co. do País de Gales no Reino Unido para trilhos T. A C&X foi uma das primeiras ferrovias em Ohio a usar trilhos T em vez de trilhos de tira. As 200 tonelada curtas (180 t) de trilhos não chegaram a Cleveland até julho de 1849, atrasando a colocação dos trilhos até o outono.

### Abrindo a estrada

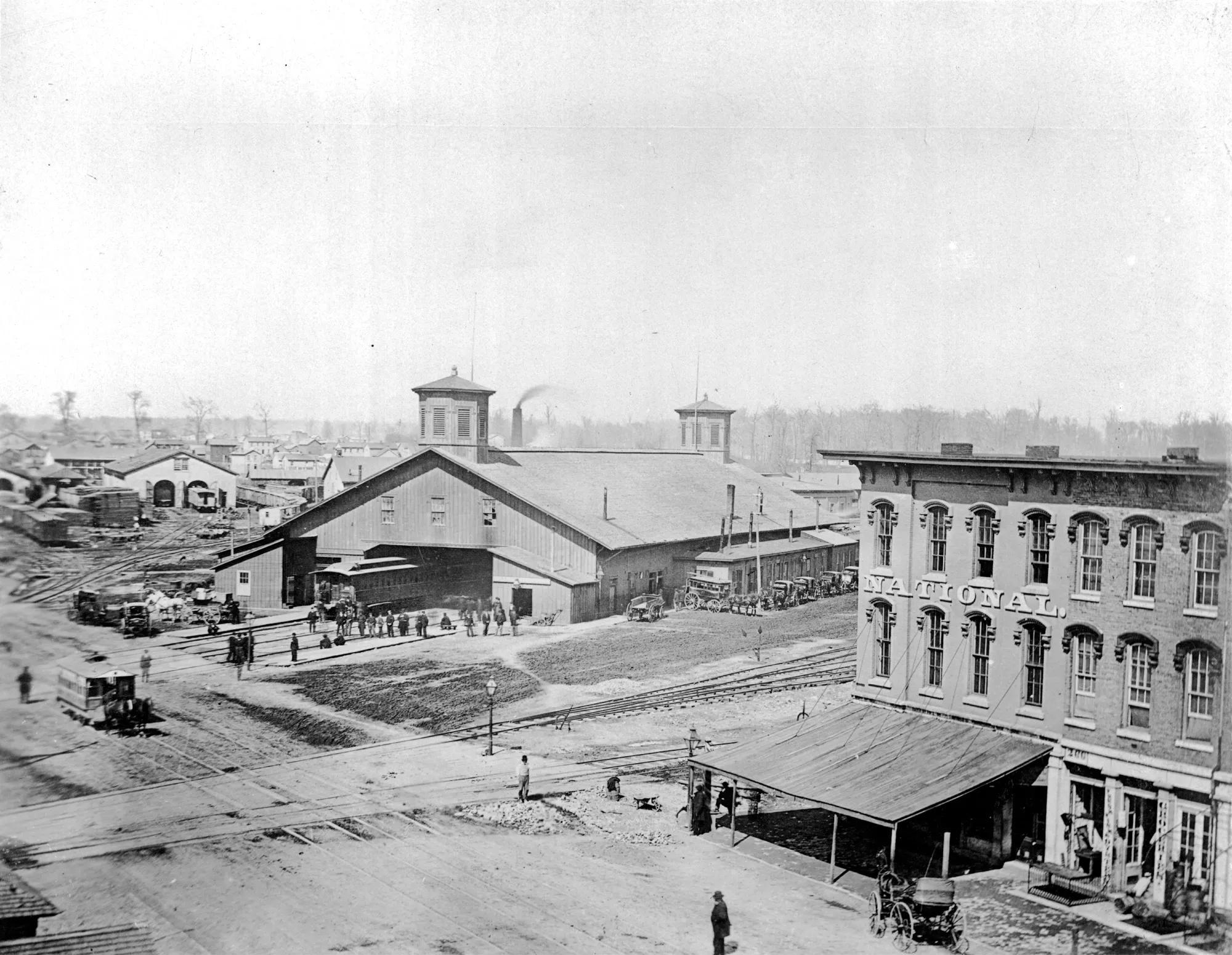
Estação da Columbus & Xenia Railroad (ao centro, com cúpula) na High Street, retratada em 1864

Uma locomotiva foi enviada via canal e ferrovia para Columbus, onde auxiliou na colocação dos trilhos. O clima ameno do inverno permitiu que os trilhos fossem colocados mais rapidamente do que o esperado. Com apenas 4 a 5 milhas (6,4 a 8,0 km) de trilhos restantes para colocar em 9 de fevereiro de 1850, a empresa se apressou em escrever regras e regulamentos para operar sua estrada e contratar condutores e trabalhadores dos trilhos.
A colocação dos trilhos foi concluída em 19 de fevereiro ou 21 de fevereiro de 1850. O primeiro trem de teste passou pelos trilhos em 22 de fevereiro. Os passageiros, que incluíam funcionários ferroviários, líderes cívicos e empresários, viajaram sentados em um vagão plataforma. A viagem durou 3 horas e 5 minutos.
A Columbus and Xenia Railroad iniciou o serviço regular em 27 de fevereiro de 1850. O trem era puxado pela Washington, uma locomotiva construída pela Bolton Works de Cincinnati. Não havia estações de passageiros ou de carga entre Columbus e Xenia, apenas paradas. As paradas eram incompletas; não havia plataformas, abrigos ou sinais, apenas grandes bancos de lama. Em 2 de março, membros da Assembleia Geral de Ohio percorreram a linha em um trem especial para comemorar a abertura da estrada.
Embora o custo de construção da estrada tenha sido estimado em US$ 600.000 (US$ 22 000 000 em 2023) em maio de 1849, o custo final foi de US$ 1,4 milhão (US$ 51 300 000 em 2023).
A ponte da C&X sobre o rio Scioto foi inaugurada em 14 de dezembro de 1850. Isso permitiu que a ferrovia chegasse à sua estação permanente de carga e passageiros, localizada na High Street em Naughten. Esta grande estrutura semelhante a um celeiro cobria três trilhos, todos eles no nível do solo. A localização da estação era controversa, pois ambos os lados do rio queriam a estação. A estação de 1851 teve várias pequenas adições feitas a ela no início da década de 1860, para acomodar o tráfego de trens durante a Guerra Civil Americana. Uma nova Union Station foi construída ao norte dela em 1875, e a estação de 1851 foi demolida.
A C&X construiu um prédio de tijolos no lado oeste da High Street (do outro lado da rua do depósito) como sua sede corporativa em 1853.

## Expansão e fusão

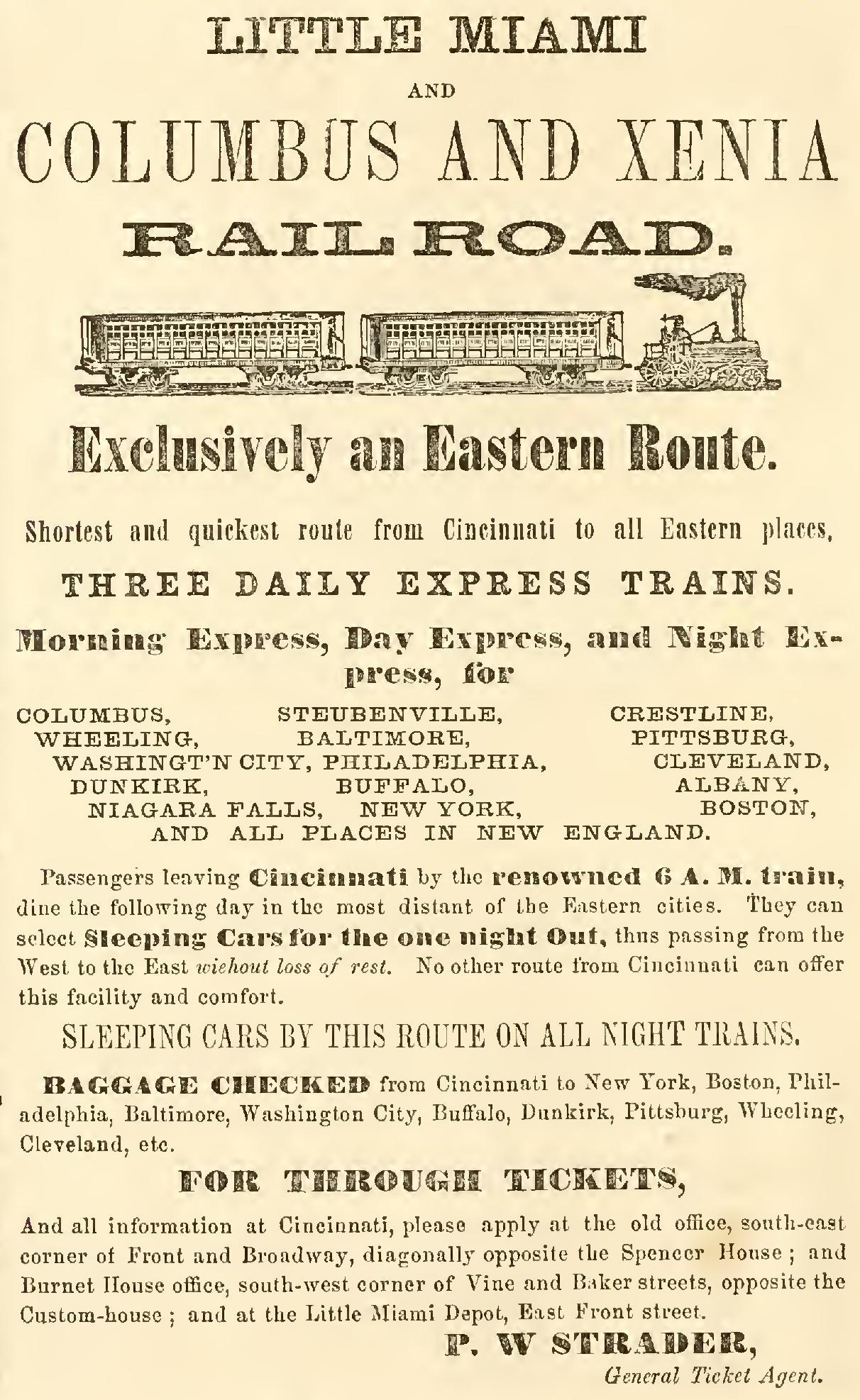
Anúncio de 1865 da "Little Miami and Columbus and Xenia Railroad" no Polk's Nashville City Directory

Em 1853, a Columbus and Xenia Railroad e a Little Miami Railroad firmaram um contrato para operar como uma linha. Este acordo de operação conjunta terminou em 1869, momento em que a C&X concordou em se arrendar permanentemente para a Little Miami Railroad. Um ano depois, a Little Miami (e suas linhas arrendadas) foram arrendadas para a Pittsburgh, Cincinnati, Chicago and St. Louis Railroad, que por fim se tornou parte da Pennsylvania Railroad.

## Citações
1. ↑  Comissário de Ferrovias e Telégrafos de Ohio 1888, p. 912.
2. ↑  Comissário de Ferrovias e Telégrafos de Ohio 1906, p. 57.
3. 1 2 3 4  Comissário de Ferrovias e Telégrafos de Ohio 1888, p. 917.
4. 1 2 3  Hooper 1920, p. 225.
5. ↑  Schwieterman 2001, p. 248.
6. ↑  Churella 2013, p. 267.
7. ↑  Lee 1892, p. 913.
8. ↑  Comissário de Ferrovias e Telégrafos de Ohio 1888, p. 915.
9. 1 2  Cole 2001, p. 52.
10. ↑  Comissário de Ferrovias e Telégrafos de Ohio 1888, p. 916.
11. ↑  «Railway Statistics». The Cleveland Herald. 23 de fevereiro de 1847. p. 2
12. ↑  Marvin 1954, p. 263.
13. ↑  Havighurst 1977, pp. 79-84, 88.
14. ↑  Myers & Cetina 2015, p. 15.
15. ↑  Havighurst 1977, p. 79.
16. ↑  Scheiber 1978, p. 387.
17. 1 2 3  Bates 1888, p. 175.
18. ↑  Scheiber 1978, p. 370.
19. ↑  «Columbus and Xenia Rail Road». The Cleveland Herald. 21 de outubro de 1847. p. 3
20. ↑  «Rail Road Lettings». The Cleveland Herald. 25 de setembro de 1848. p. 3
21. ↑  «Columbus and Xenia Railroad». The Cleveland Herald. 15 de novembro de 1848. p. 2
22. 1 2  «Another Railroad». North American and United States Gazette. 8 de fevereiro de 1849. p. 1
23. ↑  «Columbus and Xenia Railroad». The Cleveland Herald. 18 de junho de 1849. p. 2
24. ↑  «Columbus and Xenia Railroad». The Cleveland Herald. 5 de julho de 1849. p. 3
25. 1 2  «Receipts of Railroad Iron at Cleveland for Nine Years». The Merchants' Magazine and Commercial Review. Maio de 1858. p. 631. Consultado em 29 de maio de 2018
26. 1 2  «Railroad Matters». Daily National Intelligencer. 22 de agosto de 1849. p. 3
27. 1 2 3 4 5 6 7 8 9  Hooper 1920, p. 226.
28. ↑  «Pepper and Salt». Scioto Gazette. 9 de fevereiro de 1850. p. 2
29. ↑  «Columbus and Xenia Railroad». The Daily Ohio Statesman. 16 de fevereiro de 1850. p. 2
30. 1 2 3  Cole 2001, p. 53.
31. 1 2 3  «The Columbus and Xenia Railroad». The Daily Ohio Statesman. 22 de fevereiro de 1850. p. 3
32. 1 2  «The Railroad Trip». The Daily Ohio Statesman. 28 de fevereiro de 1850. p. 3
33. ↑  «Ohio Rail Roads». The Cleveland Herald. 22 de maio de 1849. p. 2
34. 1 2  Camp 2008, p. 115.